# Ilica
Ilica je jedna z nejstarších a nejdelších ulic v Záhřebu. Spojuje Náměstí bána Jelačiće v samém centru města s čtvrtí Črnomerec. Je významnou dopravní (ulicí je vedena tramvajová trať) i obchodní (je domovem celé řady poboček mezinárodních řetězců) tepnou. Nachází se na ní více než 500 adres. Na přelomu 19. a 20. století byla ulice přebudována a namísto nuzných přízemních staveb zde vznikla celá řada reprezentativních budov, sloužících k různým účelům. Do dějin města Záhřebu se tak zapsala celá řada známých světových, ale i rakousko-uherských architektů.
Ulici Ilica zmiňuje i Đorđe Balašević ve své písni Stih na asfaltu.